# Филипп де Лален
Филипп де Лален (фр. Philippe de Lalaing; ок. 1430, замок Лален (Лаллен) — 16 июля 1465, Монлери) — бургундский дворянин, советник и камергер герцога Филиппа III Доброго, прозванный «Рыцарь дамы Крыльца феи» (Chevalier de la dame de Perronfée).

## Биография
Сын Гийома де Лалена, и Жанны де Креки, младший брат знаменитого турнирного бойца «Доброго рыцаря» Жака де Лалена.
Получил имя в честь своего крестного отца, герцога Филиппа III Бургундского.
Впервые упоминается в связи с борьбой против восставших гентцев. Был произведен в рыцари Жаном Бургундским, графом Этампа, в апреле 1452 перед атакой на поле битвы под Ауденарде. 18 мая при проходе у Локерена старший брат спас ему жизнь, вырвав из рук противника. 2 декабря во время вылазки из Ауденарде попал в засаду, и снова был спасен Жаком де Лаленом.
«Добрый рыцарь», погибший на Гентской войне, завещал свое имущество младшему брату, для войны с неверными. 17 июля 1453 герцог Бургундский назначил Филиппа своим камергером, на место Жака. Война закончилась через несколько дней, и Лален отличился в кавалерийских атаках в генеральном сражении при Гавере 23 июля.
17 февраля 1454 Филипп де Лален участвовал в «пире фазана», данном герцогом в Лилле. Застолью предшествовал падарм, организованный принцем Адольфом Клевским («Рыцарем лебедя»), где главным призом был роскошный золотой лебедь. Лален участвовал в этом состязании вместе с другими вельможами. Он был одним из 12 рыцарей, которые, с таким же числом дам и дамуазелей разыгрывали мистерии и фарсы во время пира.
Упоминается Оливье де Ламаршем в числе 22 рыцарей, принесших вслед за герцогом клятву фазана.
17 августа 1458 Лален устроил в Лилле джостру в семь ристаний на копьях против всех пришедших, в честь графинь д'Э и де Невер.
Участвовал в коронации Людовика XI в Реймсе 14 августа 1461, а затем в торжественном вступлении короля в Париж 31 августа.
В 1463 году герцог Бургундский распорядился организовать в Брюгге торжества по случаю приезда своей сестры, вдовствующей герцогини Бурбонской, и двух ее дочерей. Филипп де Лален, мечтавший повторить достижения старшего брата на падарме «Источник слез», добился разрешения провести аналогичное мероприятие.
Падарм, названный «Крыльцо феи» (Perronfée), открылся 28 апреля 1463, и продолжался 12 дней. По сюжету, на указанном крыльце в качестве пленника некоей могущественной знатной дамы, отдававшей приказы через карлика, удерживался благородный рыцарь. Турнир состоял из трех частей:
1. Выезды (les courses) с копьем и мечом, в течение четырех дней, в ходе которых Филипп де Лален бился против 24 ристателей (les jouteurs)
2. Выезды с копьем в боевом конном снаряжении (les courses de lance en harnais de guerre), также в течение четырех дней, против 20 противников
3. Выезды в конном снаряжении для джостр (les courses en harnais de joute), еще в течение четырех дней, против 20 сеньоров, среди которых был граф де Шароле

Список рыцарей, с которыми состязался Лален, состоит из 45 имен, среди которых были Адольф Клевский, Симон VIII де Лален, Жосс де Лален, Жан и Жак де Люксембурги, Филипп де Бурбон, Жиль де Берлемон, сеньор де Конде, Гийом де Линь, граф де Бриенн, Жан де Тразиньи, виконт Фюрна, Эберхард фон Церклас, и прочие.
Сохранились четыре версии описания падарма, наиболее эффектная из которых опубликована в XIV томе Souvenirs de la Flandre-wallonne в Дуэ в 1874 году.
По мнению автора статьи в «Бельгийской национальной биографии», благодаря «Крыльцу феи» Филиппу де Лалену удалось подняться до уровня старшего брата.
Согласно Жоржу Шателену, в 1464 году Филипп де Лален пытался исполнить крестоносный обет и принял участие в экспедиции великого бастарда Антуана Бургундского, которая прервалась в Марселе из-за вспышки чумы.
В составе войск графа де Шароле Лален принял участие в войне Лиги Общественного блага. По словам Филиппа де Коммина, он был наиболее известным среди молодых бургундских рыцарей, и происходил «из рода, давшего многих отличившихся доблестью и храбростью рыцарей, которые все почти погибли в войнах за своих сеньоров».
В битве при Монлери Филиппу де Лалену в числе нескольких отборных рыцарей и оруженосцев было приказано спешиться для защиты лучников, и он погиб в сражении.
Филипп не был женат, но имел нескольких бастардов, один из которых, Мелиадор, в 1489—1499 был бальи Дуэ.

## Комментарии
1. ↑  Всего семеро представителей «этой героической семьи» погибли в боях в возрасте тридцати с небольшим лет (Loise, col. 118)